# Young Sherlock Holmes
Young Sherlock Holmes (titulada El secreto de la pirámide en España y El joven Sherlock Holmes en Hispanoamérica) es una película de aventuras y misterio dirigida por Barry Levinson en el año 1985. El guion, escrito por Chris Columbus, está basado en los personajes Sherlock Holmes y el doctor Watson, creados por Arthur Conan Doyle, aunque más jóvenes.

## Trama
En el Londres de 1870, en la prestigiosa Brompton Academy, el joven Sherlock Holmes (Nicholas Rowe) conoce al que será su gran amigo, John Watson (Alan Cox).
Varias personas de la ciudad son atacadas por un misterioso encapuchado con dardos venenosos perteneciente a una secta neopagana oculta, provocando que acaben suicidándose. Holmes sospecha que los suicidios no son casuales, sino asesinatos, pero en Scotland Yard el Inspector Lestrade niega que haya relación entre las muertes. Entre tanto, Holmes está enamorado de la sobrina de su mentor, Rupert T. Waxflatter, Elizabeth.

## Banda sonora
Fue producida por Bruce Broughton.

## Reparto
| Actor                  | Personaje                                |
| ---------------------- | ---------------------------------------- |
| Nicholas Rowe          | Sherlock Holmes                          |
| Alan Cox               | John Watson                              |
| Sophie Ward            | Elizabeth Hardy                          |
| Anthony Higgins        | Profesor Rathe / Eh-Tar / James Moriarty |
| Susan Fleetwood        | Sra. Dribb                               |
| Freddie Jones          | Chester Cragwitch                        |
| Nigel Stock            | Rupert Waxflatter                        |
| Roger Ashton-Griffiths | Inspector Lestrade                       |
| Earl Rhodes            | Dudley                                   |
| Brian Oulton           | Maestro Snelgrove                        |
| Patrick Newell         | Bentley Bobster                          |
| Donald Eccles          | Reverendo Duncan Nesbitt                 |
| Walter Sparrow         | Ethan Engel                              |
| Nadim Sawalha          | Propietario de taberna egipcia           |
| Roger Brierley         | Sr. Holmes                               |
| Vivienne Chandler      | Sra. Holmes                              |
| Lockwood West          | Propietario de tienda de curiosidades    |
| John Scott Martin      | Cuidador de cementerio                   |
| Willoughby Goddard     | Reverendo de escuela                     |
| Michael Cule           | Policía con Lestrade                     |
| Ralph Tabakin          | Policía en ventana de tienda             |
| Nancy Nevinson         | Recepcionista de hotel                   |
| Michael Hordern        | Viejo John Watson                        |

## Producción
Al alterar la historia original de Arthur Conan Doyle, el autor del guion Chris Columbus dijo estar «muy preocupado de ofender a algunos puristas de Holmes». Para escribir el guion, usó como guía las historias originales de Doyle. Sobre eso dijo: «Lo más importante para mí es por qué Holmes era tan frío y calculador, y por qué estuvo solo el resto de su vida. Es por eso por lo que es tan emocional en esta película; como un joven, estaba guiado por las emociones, se enamora del amor de su vida, y como resultado de lo que ocurre en la película, se convierte en la persona que fue después».
La película fue la primera en crear un personaje totalmente por ordenador y de manera fotorrealista, es decir, presentándolo al espectador como si se lo hubiese obtenido mediante rodaje convencional (un personaje anterior, llamado Bit, de la película Tron, de 1982, ya había sido creado por computadora, pero no de manera fotorrealista). En Young Sherlock Holmes este primer personaje animado por computadora de manera fotorrealista es el caballero de la vidriera, que en una escena de la película cobra vida propia, aunque eso sólo suceda en realidad en la alucinación de otro personaje. El efecto fue creado por el entonces técnico de Lucasfilm, John Lasseter.

## Premios
La película fue nominada a los premios Óscar en la categoría de mejores efectos visuales.